# Juan Sánchez Anido
Juan José Ramón Sánchez Anido, nascut a Santiago de Compostel·la el 16 de maig de 1872 i mort a Madrid el 17 d'abril de 1948, fou un advocat i polític gallec.

## Trajectòria
Descendent de Pedro Antonio Sánchez Vaamonde, d'una família noble de Pazo de Santaia (Curtis) i germà de José Sánchez Anido. Militant del Partit Liberal (facció prietista). Va participar en la ratificació del pla d'expansió de la Corunya de 1883. Fou elegit regidor de la Corunya el novembre de 1905,i nomenat alcalde de La Corunya per reial ordre a finals de desembre d'aquell any, romanent en el càrrec fins al juny de 1909. Va ser nomenat alcalde novament el novembre de 1909, cessant el gener de 1910. Va ser governador civil de Barcelona (1912-1913), Cadis (1915-1917), novament Barcelona (1917) i València (1917-1919).

## Reconeixements
Va ser nomenat fill adoptiu de la Corunya el 1910.

## Vida personal
Es va casar a la Corunya amb Carmen Gastón Enríquez, filla de Manuel Gastón Valdés, el juliol de 1901.